# Privatna zaštita
Privatna zaštita (eng. private security), sigurnosna gospodarska djelatnost koja se provodi radi zaštite privatnih osoba i imovine, ali i zaštite javne sigurnosti građana i njihove imovine te održavanja reda i mira u ugovornom opsegu u onim slučajevima kada to nije u nadležnosti države.

## Povijest privatne zaštite
Privatna zaštita postojala je kao sigurnosna djelatnost mnogo prije što je Sir Robert Peel utemeljio prvu policijsku upravu, Londonske metropolitanske policijske snage 1829. godine u Ujedinjenom Kraljevstvu. Još su rimski i bizantski carevi držali sigurnosne časnike koji su osiguravali njihove obitelji. Stoljećima kasnije, 1850. godine, američki detektiv Allan Pinkerton (1819. – 1884.) je osnovao Pinkertonovu nacionalnu detektivsku agenciju (Pinkerton National Detective Agency) s kojom je počela povijest suvremene privatne zaštite u svijetu.
U Hrvatskoj su osnovane prve privatne zaštitarske tvrtke početkom 1990-ih godina, nakon prelaska s jednostranačkog socijalističkog sustava na višestranački sustav i kapitalističku privredu. Prva domaća zaštitarska tvrtka bila je Sokol Marić osnovana 1991. godine, koja je ugašena po okončanju stečaja 2021. godine zbog poslovne uvezanosti s propalim Agrokorom, nakon čega je utemeljena nova tvrtka Sokol Security. Prva strana zaštitarska tvrtka u Hrvatskoj josnovana je 2011. godine kada je švedska zaštitarska tvrtka Securitas AB kupila hrvatsku tvrtku Zvonimir Security, pridružila joj neke manje i osnovala Securitas Hrvatska. Jedina državna zaštitarska tvrtka je AKD-Zaštita koja je osnovana 1995. godine.

## Vanjske poveznice
- Zakon o privatnoj zaštiti – narodne-novine.nn.hr
- Evolucija privatne zaštite – topguardinc.com (engl.)